# Margaret Rideout
Margaret Rideout (1923-2010) est une femme politique du Nouveau-Brunswick.

## Biographie
Margaret Rideout nait le 16 juin 1923 à Bridgewater, en Nouvelle-Écosse. Elle est élue députée du Parti libéral du Canada dans la circonscription fédérale de Westmorland lors d'une élection partielle le 9 novembre 1964 et devient la première femme du Nouveau-Brunswick élue à la Chambre des communes du Canada. Elle est ensuite réélue à l'élection fédérale canadienne de 1965. Durant son mandat, elle est nommée Secrétaire parlementaire auprès du ministre de la Santé nationale et du Bien-être social du 7 janvier 1966 au 23 avril 1968.
Elle perd son siège aux élections suivantes et devient juge de la citoyenneté.
Son mari est le député Sherwood Rideout et son fils, George Rideout, deviendra lui aussi député.
Elle meurt le 12 mai 2010.